# Ginástica acrobática nos Jogos Mundiais de 2013
A ginástica acrobática nos Jogos Mundiais de 2013 aconteceu nos dias 28 a 31 de Julho no Coliseo Del Pueblo.

## Medalhistas

### Duplas Masculino
| Medalha | País         | Atleta(s)                                | Pontuação |
| ------- | ------------ | ---------------------------------------- | --------- |
| Ouro    | Rússia       | Konstantin Piliptsjuk, Alexej Dudtsjenko | 29,335    |
| Prata   | Reino Unido  | Alex Houston, Timothy Pritchard          | 28,065    |
| Bronze  | Bielorrússia | Ruslan Fedtsjanka, Yauheni Kalatsjov     | 27,905    |

### Equipes Masculino
| Medalha | País    | Atleta(s)                                                                  | Pontuação |
| ------- | ------- | -------------------------------------------------------------------------- | --------- |
| Ouro    | China   | Zhou Ti, Tang Jian, Wu Yeqiuyin, Wang Lei                                  | 29,865    |
| Prata   | Rússia  | Maksim Tsjulkov, Valentin Tsjetverkin, Dmitry Bryzgalov, Aleksandr Kurasov | 29,655    |
| Bronze  | Ucrânia | Oleksii Lesyk, Viktor Iaremtsjuk, Oleksandr Nelep, Andriy Kozynko          | 26,705    |

### Duplas Feminino
| Medalha | País         | Atleta(s)                                   | Pontuação |
| ------- | ------------ | ------------------------------------------- | --------- |
| Ouro    | Reino Unido  | Shanie Redd Thorne, Danielle Jones          | 28,410    |
| Prata   | Ucrânia      | Kateryna Sytnikova, Anastasiya Melnytsjenko | 27,755    |
| Bronze  | Bielorrússia | Sviatlana Mikhnevitsj, Yana Yanusik         | 26,930    |

### Equipes Feminino
| Medalha | País         | Atleta(s)                                                     | Pontuação |
| ------- | ------------ | ------------------------------------------------------------- | --------- |
| Ouro    | Rússia       | Ekaterina Stroynova, Aigul Shaikhutdinova, Ekaterina Loginova | 29,210    |
| Prata   | Reino Unido  | Georgia Lancaster, Millie Spalding, Elise Matthews            | 29,655    |
| Bronze  | Bielorrússia | Yuliya Khrypatsj, Hanna Kobyzeva, Julia Kovalenko             | 27,780    |

### Duplas Mistas
| Medalha | País        | Atleta(s)                                    | Pontuação |
| ------- | ----------- | -------------------------------------------- | --------- |
| Ouro    | Reino Unido | Dominic Smith, Alice Upcott                  | 30,090    |
| Prata   | Portugal    | Goncalo Pereira Rocha Roque, Leonor da Costa | 29,660    |
| Bronze  | Bélgica     | Nicolas Vleeshouwers, Laure de Pryck         | 28,790    |